# ماسون أغيري
ماسون أغيري (بالإنجليزية: Mason Aguirre)‏ هو متزلج على الثلوج أمريكي، ولد في 10 نوفمبر 1987 في دولوث في الولايات المتحدة.

## وصلات خارجية
- ماسون أغيري على موقع الاتحاد الدولي للتزلج (ركوب لوح الثلج) (الإنجليزية)
- ماسون أغيري على موقع اللجنة الأولمبية الدولية (الإنجليزية)
- ماسون أغيري على موقع أوليمبيديا (الإنجليزية)